# Машкениці
Машкениці (пол. Maszkienice) — село в Польщі, у гміні Дембно Бжеського повіту Малопольського воєводства.
Населення — 1462 особи (2011).
У 1975-1998 роках село належало до Тарновського воєводства.

## Демографія
Демографічна структура станом на 31 березня 2011 року:
|          | Загалом | Допрацездатний вік | Працездатний вік | Постпрацездатний вік |
| -------- | ------- | ------------------ | ---------------- | -------------------- |
| Чоловіки | 708     | 144                | 503              | 61                   |
| Жінки    | 754     | 167                | 437              | 150                  |
| Разом    | 1462    | 311                | 940              | 211                  |